# Save the World (Swedish House Mafia)
Save the World è un singolo del supergruppo svedese Swedish House Mafia, pubblicato il 13 maggio 2011.

## Descrizione
Il brano è caratterizzato da una parte vocale eseguita dal cantante svedese John Martin, con il quale il trio ha successivamente collaborato l'anno seguente alla realizzazione del singolo Don't You Worry Child.
Il 22 aprile 2011 l'emittente radiofonica britannica BBC Radio 1 ha trasmesso il brano in anteprima mondiale, mentre nell'ottobre 2012 è stato incluso nella raccolta Until Now del trio.

## Video musicale
Il video è stato diretto da Jon Watts e vede protagonisti un gruppo di cani, che si comportano come supereroi.
Nella prima parte del video si vedono vari malviventi che commettono alcuni reati, ad esempio rubano una macchina e borseggiano una ragazza. Ma nella seconda parte dei cani intervengono e fermano questi criminali o recuperano la refurtiva.

## Tracce
Testi e musiche di Axel "Axwell" Hedfors, Sebastian Ingrosso, Steve Angello, Vincent Pontare, Michel Zitron e John Martin
Download digitale, CD promozionale (Stati Uniti)
1. Save the World (Radio Mix) – 3:33
2. Save the World (Extended Mix) – 6:50

CD promozionale (Regno Unito)
1. Save the World (Radio Mix) – 3:33
2. Save the World (Radio Mix Instrumental) – 3:33
3. Save the World (Extended Mix) – 6:50
4. Save the World (Extended Mix Instrumental) – 6:50

Download digitale – The Remixes
1. Save the World (Knife Party Remix) – 5:13
2. Save the World (Style of Eye & Carli Remix) – 6:41
3. Save the World (Alesso Remix) – 5:41
4. Save the World (Third Party Remix) – 6:55
5. Save the World (Futurebound & Metrik Remix) – 4:23

Download digitale – remix
1. Save the World (AN21 & Max Vangeli Remix) – 6:42

## Classifiche
| Classifica (2011)   | Posizione massima |
| ------------------- | ----------------- |
| Australia           | 82                |
| Austria             | 31                |
| Belgio (Fiandre)    | 5                 |
| Belgio (Vallonia)   | 18                |
| Canada              | 69                |
| Danimarca           | 15                |
| Francia             | 30                |
| Germania            | 37                |
| Irlanda             | 11                |
| Lussemburgo         | 7                 |
| Norvegia            | 14                |
| Paesi Bassi         | 20                |
| Regno Unito         | 10                |
| Regno Unito (dance) | 5                 |
| Repubblica Ceca     | 41                |
| Spagna              | 45                |
| Svezia              | 4                 |
| Svizzera            | 26                |